# Rheinlotse
Ein Rheinlotse ist ein Schiffer mit der Befähigung zum Führen eines Binnenschiffes mit eigener Triebkraft (Rheinschifferpatent) mit besonderen Streckenkenntnissen eines Abschnitts auf dem Rhein, für den er sein Lotsenpatent erworben hat. Lotsen auf dem Mittelrhein gab es bis zum Ende der 1980er Jahre, auf dem Oberrhein zwischen Iffezheim und Mannheim werden sie noch heute gelegentlich eingesetzt.

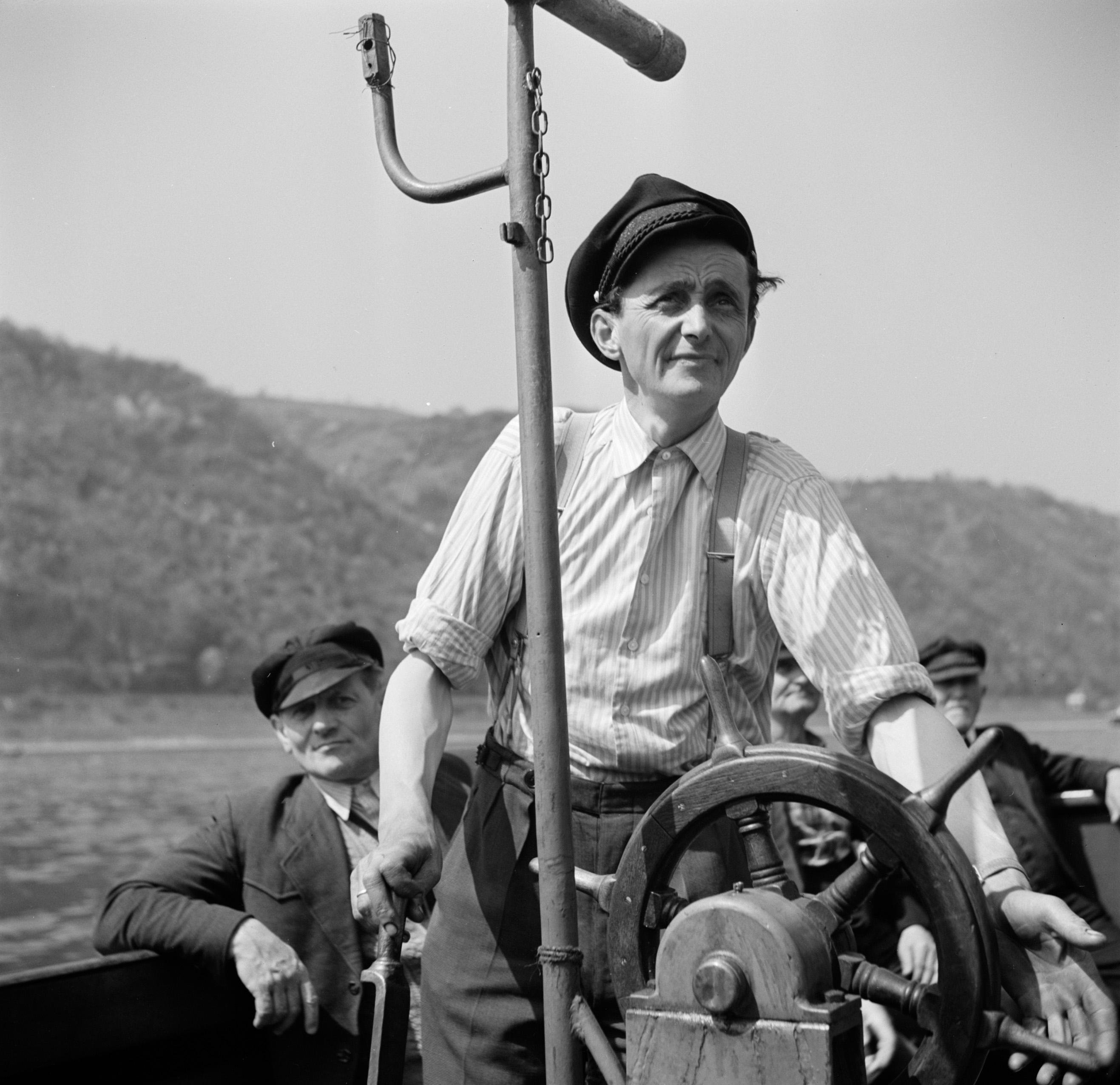
Rheinlotse bei Kaub, 1955

## Allgemeines und Historisches

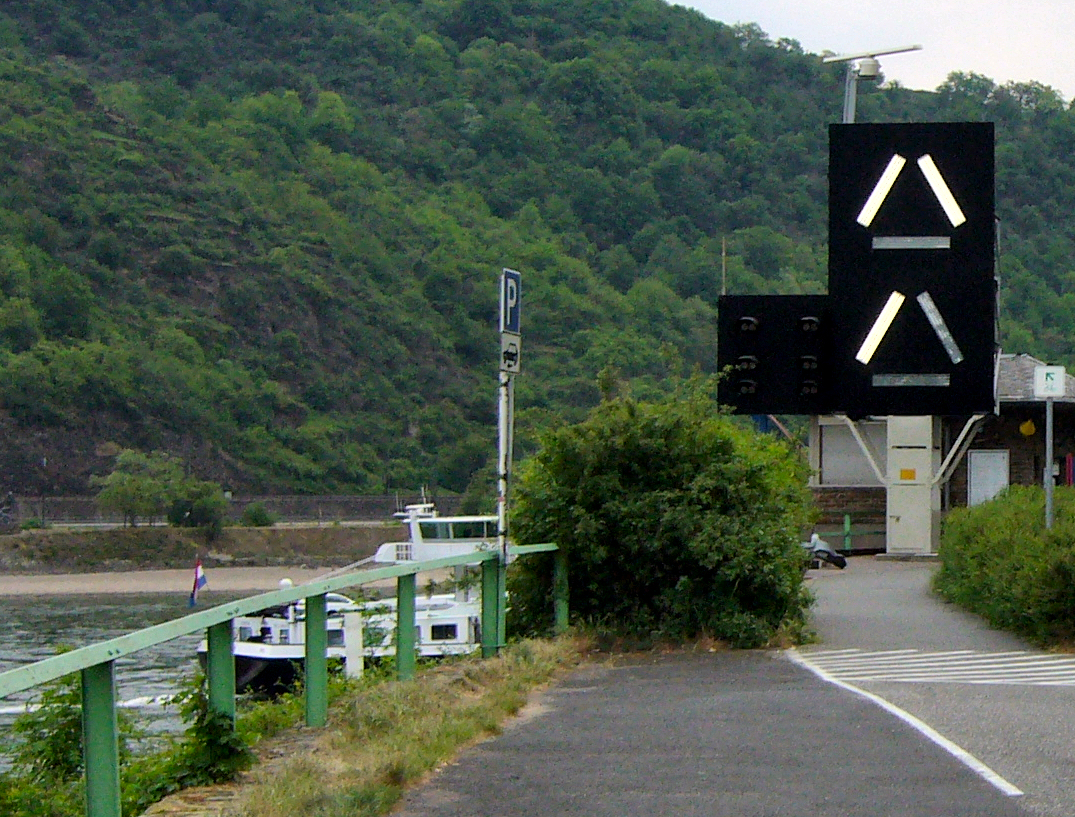
Signalstelle Bankeck mit Lotsenmuseum

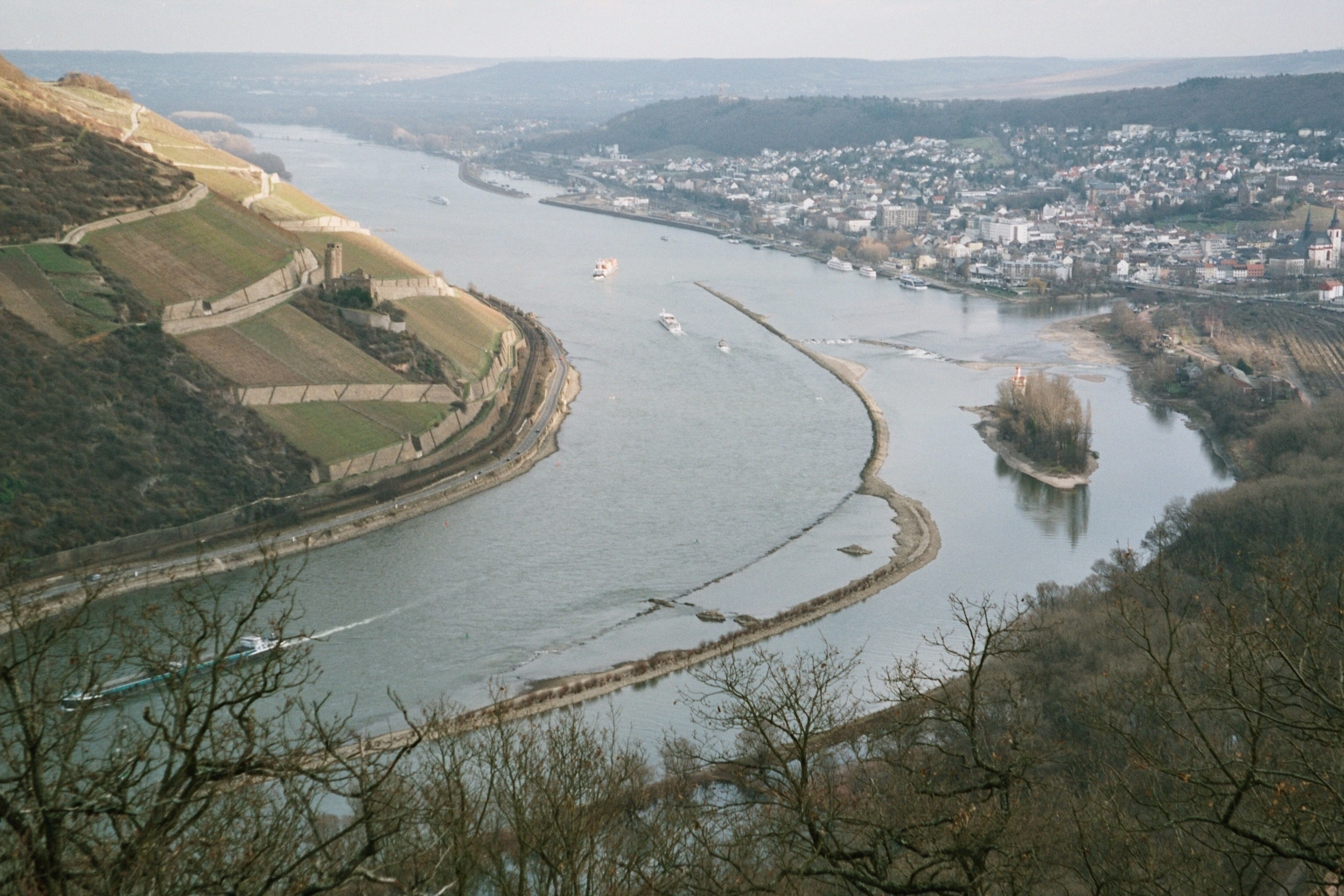
Binger Loch heute

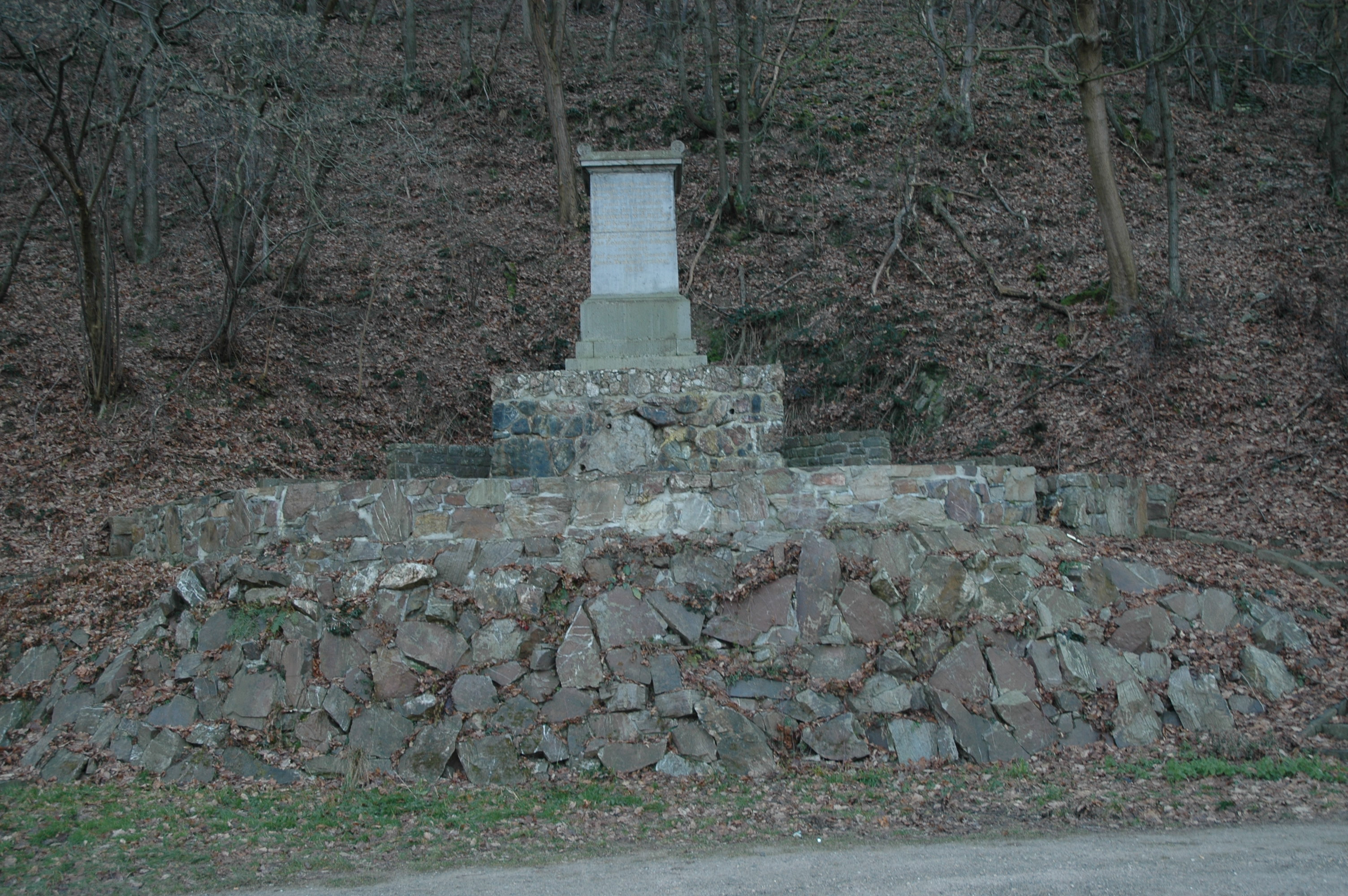
Denkmal für die Verbreiterung von 1832

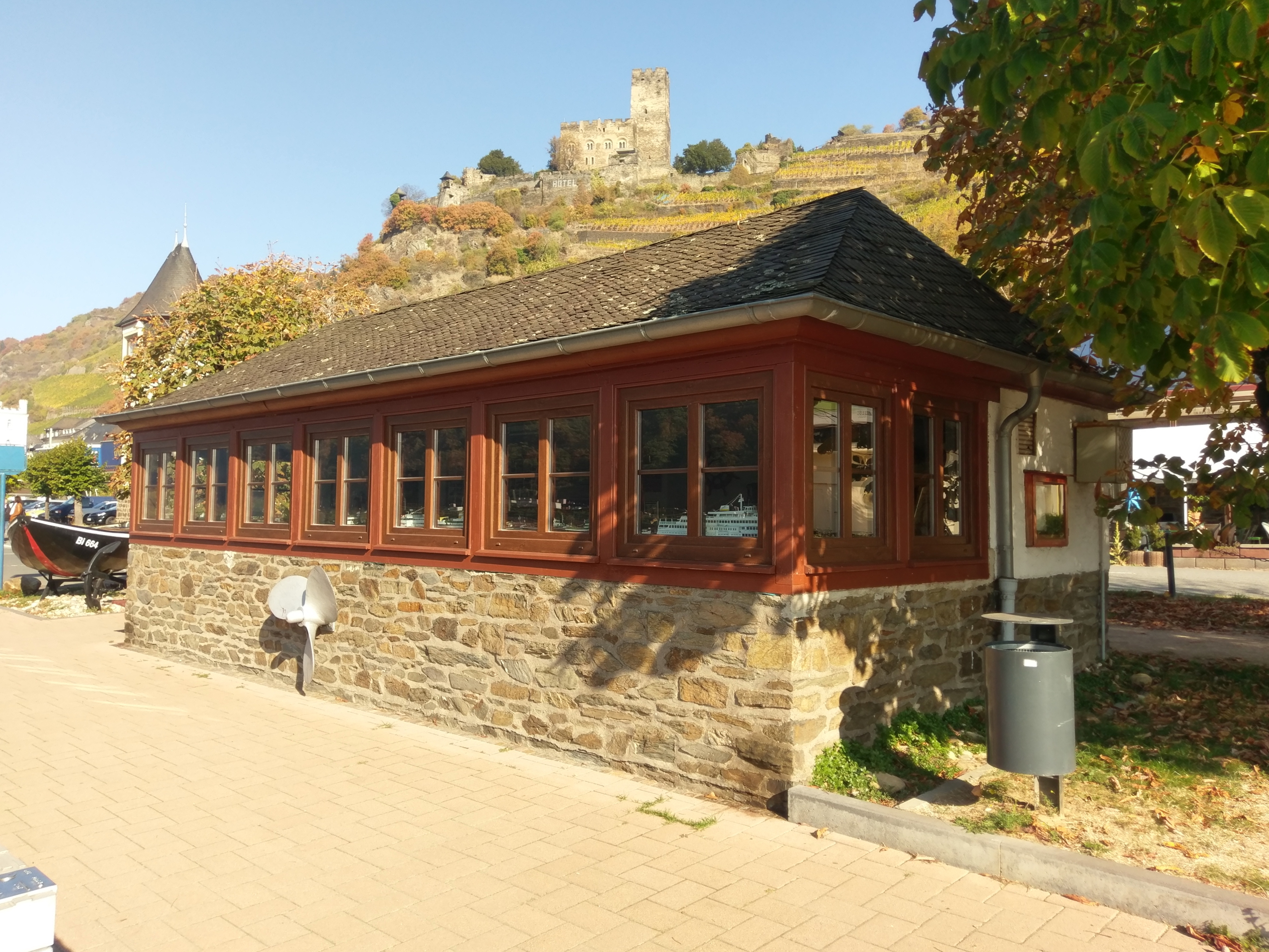
Ehemaliges Lotsenhaus in Kaub, heute Lotsenmuseum

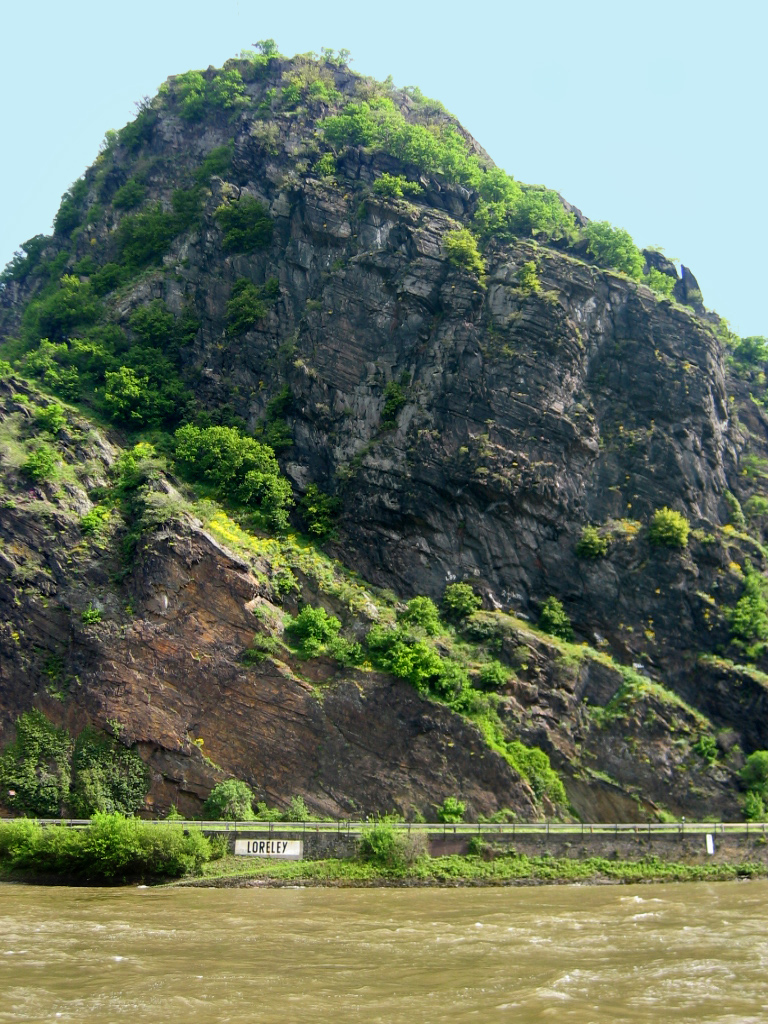
Aufgewühltes Wasser an der Loreley

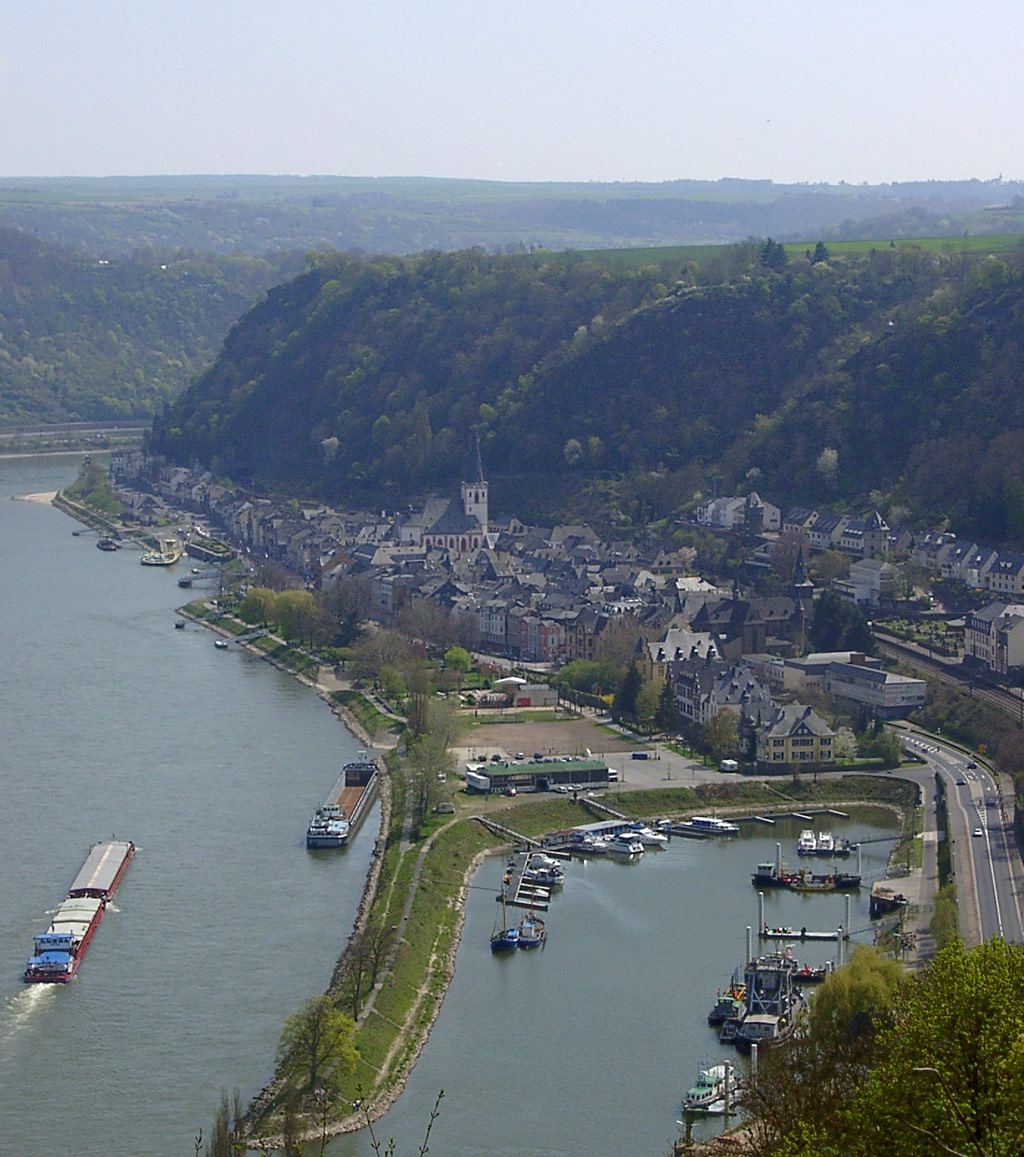
Sankt Goar (Ehemalige Wahrschau- und Lotsen-Station unmittelbar an der Strombiegung)

Der Begriff Lotse war erstmals in einem preußischen Gesetz, dem Reglement über den Lotsendienst auf dem Rhein innerhalb Preußens, am 24. Juni 1844 enthalten. Davor hießen sie Steuermann.
Da der Mittelrhein als Schifffahrtsstraße im Gegensatz etwa zur Mosel weitgehend natürlich belassen wurde, ändert sich das Fahrwasser ständig. In der Gebirgsstrecke hatte der Fluss das größte Gefälle, die stärkste Strömung und gefährliche Klippen. An der Loreley hatte der Fluss ursprünglich bis zu den umfangreichen Ausbaumaßnahmen ab den 1970er Jahren 113 m Breite und 25 m Tiefe. Heute ist die engste Stelle etwa 145/150 m breit. Eine Strecke bei Bacharach hieß „das wilde Gefähr“. Deshalb waren genaue Orts- und Strömungskenntnisse für die Führung der Schiffe, Schlepper mit Schuten und besonders der Personenschiffe gefordert. Daher war der Einsatz von ortskundigen Lotsen üblich. So gab es 1950 noch Lotsenstationen in Bingen, Rüdesheim, Kaub, St. Goar (Wahrschauer und Lotsenmuseum), Oberspay, Koblenz, Urmitz und sogar Köln.
Das änderte sich zunehmend mit dem Ausbau der Fahrrinnen durch vermehrtes Ausbaggern der eingetragenen Sande und Kiese und durch Sprengung von Felsbarrieren, zum Beispiel am Binger Loch (bis 1974), aber auch durch Innovationen im Schiffsbau. Dazu gehören etwa höhere Motorleistungen, eine verbesserte Manövrierfähigkeit durch den Einsatz von Schottel-Ruderpropellern und die Einführung moderner Schiffsführungstechnik wie Radar. All dies machte den Einsatz von Lotsen allmählich überflüssig. Eine Pflicht, diese an Bord zu nehmen bestand ohnehin nie, zumal viele kleinere Partikuliere, also selbstfahrende Schiffseigner, ebenfalls ortskundig waren. Wer einen Lotsen benötigte, zeigte dies an, indem er die Lotsenflagge setzte. Die letzten Schiffe, die zu ihrem Schutz und dem ihrer Passagiere noch Lotsen einsetzten waren die Fahrgastschiffe der Köln-Düsseldorfer. Zuletzt gab es noch Stationen in Bingen, Kaub und St. Goar.
Im Rahmen des passiven Widerstands gegen die französische Besetzung des Ruhrgebiets 1923 boykottierten die deutschen Lotsen französische Schiffe. Daraufhin errichtete Frankreich unter Berufung auf den Versailler Vertrag eigene Stations de Pilotage, u. a. in St. Goar. Erst 1964 kam es zu einer vertraglichen Einigung zwischen der Mittelrheinischen Lotsenvereinigung und der in Straßburg ansässigen Communaute de Navigation Francaise Rhenane. Danach wurden die französischen Stationen aufgegeben und ihre Pilotes in die deutschen Lotsenverbände eingegliedert.
Die Kauber Lotsengenossenschaft war 1950/1960 mit über 100 Lotsen und vier Lotsenbooten (je eines in Bingen und St. Goarshausen) die größte am Rhein. Am 31. Mai 1988 wurde mit Kaub die letzte Lotsenstation geschlossen. Der letzte Kauber Lotse, Karl Kilp, Jahrgang 1927, verfasste mit dem auch aus einer Schifferfamilie stammenden Willi Kimpel ein Buch über diese vergangene Zeit (Erstauflage 1993). Auch nach 1988 soll es bei extrem niedrigen Wasserständen noch zu gelegentlichen Anforderungen von Lotsen gekommen sein. Die Mehrzahl der Lotsen setzte sich zur Ruhe, wenn die Ersparnisse reichten, oder verdingte sich als Binnenschiffer oder musste versuchen, einen anderen Beruf zu finden.
Die ehemaligen Lotsenvereinigungen haben sich zu der Mittelrheinischen Vereinigung der Lotsengemeinschaften in Bingen, Kaub und St. Goar/Rhein mit Sitz in Kaub zusammengeschlossen. Sie widmen sich in ihrem Verein der Traditionspflege und unterhalten in ihren Stationen kleine Museen. In der Kauber Station werden Bilder und Schiffsmodelle ausgestellt. Eine größere Ausstellung ist im Wahrschauer- und Lotsenmuseum in St. Goar zu besuchen.

## Organisation
Die Lotsen waren selbständige in Genossenschaften zusammengeschlossene Unternehmer. Jeder Lotse bediente vorzugsweise seine Stammkunden, die er nach Abhören der „Schifffahrtsnachrichten“ im Radio mit Fernglas am Fenster seines Hauses mit Rheinblick und dann in der Lotsenstation erwartete. Die jüngeren mussten nehmen, was übrig blieb. Die Genossenschaft bezahlte und organisierte das Lotsenversetzboot, das schnelle und starke Boot des Lotsendienstes, das den Lotsen zum Schiff und vom Schiff zurück brachte, und den Lotsenbus, der die Lotsen vom Ende der Lotsenstrecke wieder zur Lotsenstation zurückbrachte. Jede örtliche Genossenschaft hatte eine bestimmte traditionelle Strecke zu bedienen: Die Kauber lotsten von Kaub „zu Berg“ bis Bingen und zu Tal bis St. Goarshausen. Die St. Goarer nur zu Berg von St. Goar ursprünglich bis Oberwesel und später bis Kaub und die Binger nur „zu Tal“ bis Kaub. Das hatte nur Sinn, wenn man dem Eingehen auf unterschiedliches Fahrverhalten des Schiffes und unterschiedliches Fließverhalten des Stromes Priorität vor dem freien Unternehmertum einräumt. Vor dem Zeitalter der schnellen Motorboote, musste jeder Lotse mit seiner Schaluppe der so genannten „Schlupp“, einem kleinen „Ein-Mann-Boot“, zum Schiff rudern und dann anschließend nach der Lotsenstrecke „im Schlepptau“ eines Schiffes oder zu Tal mit eigener Kraft wieder zurück mit dem Boot.

## Ausbildung
Jeder Bewerber für den Lotsenberuf musste zuerst Schiffer werden, das heißt, er fuhr zuerst als Schiffsjunge, nach bestandener Bootsmannsprüfung als Matrose auf einem Binnenschiff auf dem Rhein und seinen Nebenflüssen. Mit frühestens 23 Jahren konnte er sich als Anwärter zur staatlichen Prüfung für das Rheinschifferpatent  zum Führen von Schiffen mit eigener Triebkraft melden. Nach diesem Examen begann die eigentliche Ausbildung zum Lotsen. Sie dauerte zirka ein Jahr, umfasste mindestens 200 Lehrfahrten als Lotsenkandidat an der Seite eines „erfahrenen“ Lehrlotsen auf seiner Strecke. Die Prüfung zum Lotsenpatent für die Strecke, auf der er gelernt hatte, wurde vor einem Beamten des Wasser- und Schifffahrtsamtes Bingen und zwei beisitzenden Lotsenprüfmeistern der örtlichen Lotsengenossenschaft abgelegt. Selbstverständlich musste der Lotsenkandidat auch unbescholten sein.

## Rechtliche Stellung und Einsatz auf dem Oberrhein
Auf dem Oberrhein bedient sich die Schifffahrt auf der nicht kanalisierten Strecke zwischen Iffezheim und Mannheim noch gelegentlich fahrstreckenkundiger Lotsen. Gesetzlich werden sie „Hilfsschiffsführer“ benannt.
- Ein Lotsenzwang besteht nicht.
- Auf dem Oberrhein gilt die Lotsenordnung für den Rhein zwischen Basel und Mannheim / Ludwigshafen vom 15. Juni 1956 (BGBl. II S 703), in der Fassung vom 27. August 1968 (BGBl. II S. 813)[9] sowie die Verordnung über die Entgelte für die Leistungen der Binnenlotsen auf der Bundeswasserstraße Rhein zwischen Iffezheim und Mannheim vom 1. Juni 2001 (VkBl.2001, Seite 310)
- Auf den Strecken oberhalb Iffezheim bis Basel und unterhalb der genannten Strecke sowie „im Gebirge“ (Mittelrhein) werden keine Lotsen mehr benötigt.
- Von den freiberuflich zur Unterstützung des Schiffsführers oder als Ersatzschiffsführer tätigen Lotsen sind unständig beschäftigte Binnenschiffer zu unterscheiden, wenn sie ein Rheinschifferpatent besitzen, als Matrosen zur Vervollständigung der Bemannung an Bord genommen werden (Hilfsleute). Diese Binnenschiffer sind keine Lotsen im Sinne der Lotsenbestimmungen, sie besitzen keine Lotsenpatente.

Da auch hier die Lotserei keine rechte Zukunft hat, fehlt der Nachwuchs. So wurde am 21. März 2009 berichtet, dass ein 74-jähriger Lotse am Oberrhein beim Zugang aufs Schiff ins Wasser gefallen ist.

## Lotsen in der Schweiz
Auf dem Schweizer Rheinabschnitt Basel – Birsfelden gab es 2008 noch fünf Lotsen. Sie wohnten alle in Kleinhüningen und wechseln sich in Bereitschaft ab. Das Rheinschifferpatent gilt nicht in der Schweiz. Die Schiffsführer mit dem Rheinpatent dürfen nur bis zur Dreirosenbrücke in Basel fahren und wer weiter will, muss für die 9 km lange Strecke bis Birsfelden und den dort beginnenden Schleusen einen Schweizer Lotsen mit dem Basler Patent an Bord nehmen. Natürlich ist der Verkehr hier nicht mehr so dicht, etwa zwei bis zehn Schiffe täglich wollen durch das gefährliche Rheinknie mit seiner tückische Strömung und durch die enge Mittlere Brücke.